# Бъчвовидна гъба
Бъчвовидните гъби (Xestospongia testudinaria) са вид рогови от семейство Petrosiidae.
Таксонът е описан за пръв път от Жан-Батист Ламарк през 1815 година.

## Вариетети
- Xestospongia testudinaria var. fistulophora